# КрайСна
«КрайСна» — российская группа, исполняющая музыку в стилях alternative metal / nu-metal, основанная в Москве 1 февраля 2006 года.

## История группы
Группа «КрайСна» была образована в Москве в 2006 году гитаристами Василием Процеровым и Роландом Асатряном. Первые годы существования коллектива были посвящены формированию стиля и материала, а также подбору музыкантов. Полноценный состав был сформирован в 2008 году, но начавшаяся концертная деятельность вынудила основателей группы вновь сменить остальных участников.
В 2009 году к группе присоединяются Александр Агарков (бас-гитара), Максим Юрков (ударные) и вокалистка Инна Горячая. В данном составе «КрайСна» записывает на домашней студии первый альбом «На Краю Сна» и приступает к активной концертной деятельности. В течение 2010 года коллектив даёт концерты совместно с известными группами российской металл-сцены, такими, как «Arida Vortex», «Catharsis», «Арда», «Фактор Страха» и производит ремастеринг альбома «На Краю Сна» на студии «CosmosStudio» под руководством звукорежиссёра и саунд-продюсера Аркадия Навахо. В состав коллектива, на смену выбывшему Максиму Юркову, приходит барабанщик Артём Асланов, известный по работе с группами «Бахыт-Компот», «Лосьон», «Монгол Шуудан» и мн.др. С Аслановым «КрайСна» в том же 2010 году записывает сингл «Открой Глаза». Коллектив становится финалистами «I.F.K.-Fest», выйдя на сцену с группой «I.F.K.».
В 2011 году концертная деятельность группы получает дальнейшее развитие, коллектив участвует в ряде крупных open-air-фестивалей совместно с такими исполнителями, как «Ляпис Трубецкой», «Эпидемия», «Amatory», «Артерия» и мн.др. «КрайСна», пройдя конкурсный отбор, получает от мотоклуба «Ночные Волки» приглашение принять участие в XV Международном Байк-Шоу в Севастополе-2011. Группа выступает на фестивалях «Metal Crowd-2011» (г.Речица, Беларусь), «Freedom's Fest-2011» (Смоленская область), полуфинале международного фестиваля «Emergenza-2011», а также продолжает активную клубную концертную деятельность. При поддержке телеканала «Неформат» выпускается концертный клип на песню «Открой Глаза». Параллельно с гастрольной и студийной работой с Артёмом Аслановым, коллектив начинает сотрудничество с барабанщиком Алексеем Климовым, участником группы «Артур Беркут».
В 2011 году «КрайСна» записывает на студии «CosmosStudio» EP «Бездна», в создании и записи заглавной песни которого приняли участие Роман Гурьев (гитарист группы «Arida Vortex») и Михаил Сидоренко (вокалист группы «Фактор Страха»). Презентация EP, а также видеоклипа на композицию "Бездна" по мотивам выступления группы на Байк-Шоу в Севастополе, прошла 29 сентября 2011 года в онлайн-эфире концертного зала «UnderTheGround». В ноябре 2011 года «КрайСна» выпускает видеоклип на песню «Я хочу...».
В начале 2012 года коллектив покидает бас-гитарист Александр Агарков. Ему на смену в группу приходит Сергей Морозов. В обновлённом составе группа приступает к записи второго номерного альбома «Сансара», который выходит в свет в конце февраля. В поддержку вышедшего альбома «КрайСна» отправляется в тур по городам России. Московская презентация проходит 20 апреля в клубе «Hleb», тогда же снимается видеоряд ко второму концертному видеоклипу на песню «Мой мир». Коллектив принимает участие в XVI Международном Байк-Шоу в Севастополе, Мото-фестивале «Абхазский Берег», а также в совместном российском туре с группами «SAVE» и «LKVR » .

## Состав группы

### На момент основания
- Василий Процеров — гитара
- Роланд «Wa» Асатрян — гитара

### Текущий состав
- Инна Горячая — вокал
- Василий Процеров — гитара, вокал, тексты
- Роланд «Wa» Асатрян — гитара
- Сергей «Morozzy» Морозов — бас-гитара
- Кирилл Кравцов — ударные (с 2012 по 2013)

### Участники группы в разные периоды времени
- Артём Асланов — ударные (с 2010 по 2012)
- Алексей Климов — ударные (2011)
- Александр Агарков — бас-гитара (с 2009 по 2011)
- Максим Юрков — ударные (с 2009 по 2010)

## Другие проекты участников
- Алексей Климов является барабанщиком группы «Артур Беркут».
- Артём Асланов является барабанщиком групп «Бахыт-Компот» и «Лосьон». Участвовал в проектах «Монгол Шуудан», «Куприянов», «Стыров» и многих других.
- Инна Горячая принимает участие в концертной и студийной деятельности группы «Архонтес». В дуэте с Андреем Лобашёвым участвовала в записи альбома «Аве, Рок!» группы «Arida Vortex».

## Дискография

### Номерные альбомы и EP
- 2010 — На краю сна
- 2010 — Открой глаза (сингл)
- 2011 — Бездна (EP)
- 2012 — Сансара

### Демо
- 2009 — На краю сна

### Сборники
- 2010 РИТМ №8 (песня «Огненный сад»)
- 2011 VARG - Ex.13 (песня «Я хочу...»)